# Arthur von Schwertführer
Arthur August Alfred Edler von Schwertführer (* 3. Februar 1891 in Leoben, Österreich-Ungarn; † 13. März 1967 in Wiesbaden, Deutschland) war ein österreichischer Fotograf und Kameramann beim deutschen Film. In der Republik Österreich hieß er seit dem Adelsaufhebungsgesetz 1919 Arthur Schwertführer.

## Leben und Wirken
Der aus der Steiermark stammende Sohn des Generalmajors a. D. Alfred von Schwertführer und seiner Frau Emma, geb. Juraczek, hatte zunächst die Familientradition fortgeführt und diente in jungen Jahren als Fliegeroffizier. In dieser Zeit versuchte er sich auch erstmals als Fotograf und versorgte seine staatlichen Auftraggeber mit Vermessungs- und Reihenbildaufnahmen. Als nach Ende des Ersten Weltkriegs eine große Anzahl von Berufsoffizieren ins Privatleben entlassen werden mussten, besuchte Schwertführer ab 1919 die Höhere Fachschule für Fotografie in München und erlernte alles über Fotochemie und Fototechnik. Eine weitergehende, zweieinhalb Jahre umfassende Ausbildung zum Porträtfotografen und Kinotechniker schloss sich an.
Erste praktische Erfahrungen im Filmgeschäft sammelte Schwertführer zu Beginn der 1920er Jahre in einem Kopierwerk, wenig später fotografierte er in München seinen ersten Spielfilm. Arthur von Schwertführer stand bei nur wenigen Kinospielfilmen hinter der Kamera, und trotz einer Reihe von namhaften Regisseuren (darunter Kurt Bernhardt, Jaap Speyer und Géza von Bolváry) ist keine dieser Inszenierungen von überdurchschnittlicher Bedeutung.
Kurz nach der Machtübernahme durch die Nationalsozialisten verließ der Kameramann die Branche und wechselte als Verkaufsleiter zum Schmalfilmkamera-Hersteller Eugen Bauer GmbH. 1940 ließ sich der nahezu 50-jährige Schwertführer reaktivieren und diente bis Kriegsende als Major der Luftwaffe. Nach seiner Entlassung aus der Gefangenschaft eröffnete Schwertführer ein eigenes Studio für Farbfotografie und begann, Dokumentarfilme herzustellen.
Arthur von Schwertführer war ab 1937 mit der Schauspielerin Erika Raphael verheiratet. Nach Kriegsende zog er mit seiner Familie nach Wiesbaden, wo er 1967 verstarb.

## Filmografie
- 1923: Dr. Sacrobosco, der große Unheimliche
- 1924: Die Tragödie der Entehrten
- 1925: Die Liebe der Bajadere
- 1926: Unsere Emden
- 1927: Klettermaxe
- 1927: Der König der Mittelstürmer
- 1927: Richthofen, der rote Ritter der Luft
- 1928: Mädchenschicksale
- 1928: Das letzte Fort
- 1928: Das Gesetz der schwarzen Berge
- 1929: Die weiße Nacht
- 1929: Sprengbagger 1010
- 1931: Moritz macht sein Glück
- 1934: Wir parken, wo es uns gefällt
- 1935: Triumph des Willens
- 1950: Unser Stahlroß (Kurzdokumentarfilm)